# 玉普乡
玉普乡（藏語：གཡུ་ཕུག་，威利转写：g.yu phug），是中华人民共和国西藏自治区林芝市波密县下辖的一个乡镇级行政单位。

## 行政区划
玉普乡下辖以下地区：
米堆村、米美村、宗坝村、阿西村、格巴村和达巴村。